# Shim Hye-jin
Shim Hye-jin (심혜진?, 沈惠珍?, Sim Hye-jinLR, Sim HyechinMR), pseudonimo di Shim Sang-gun (심상군?, 沈常君?, Sim Sang-gunLR, Sim SangkunMR; Seul, 6 febbraio 1966), è un'attrice sudcoreana.
È salita alla ribalta nei tardi anni Ottanta grazie a uno spot della Coca-Cola. Successivamente si è data alla recitazione, iniziando con Chu-eog-ui ireum-euro di Yoo Young-jin nel 1989 e apparendo come protagonista in una lunga serie di pellicole. Nel corso della sua carriera si è aggiudicata, tra gli altri, un Blue Dragon Film Award, due Grand Bell Award e un Baeksang Arts Award come migliore attrice, e due Grand Bell Award come migliore attrice di supporto.

## Filmografia

### Cinema
- Chu-eog-ui ireum-euro (추억의 이름으로?), regia di Yoo Young-jin (1989)
- Mur-ui nara (물의 나라?), regia di Yoo Young-jin (1990)
- Geudeuldo uricheoreom (그들도 우리처럼?), regia di Park Kwang-su (1990)
- Je5ui sana-i (제5의 사나이?), regia di Park Moon-soo e Nam Sang-jin (1991)
- Nae-ir-eun bi (내일은 비?), regia di Lee Young-sil (1991)
- Bicheoreom eum-akcheoreom (비처럼 음악처럼?), regia di An Jae-suk (1992)
- Ha-yan jeonjaeng (하얀 전쟁?), regia di Jung Ji-young (1992)
- Gyeolhon i-yagi (결혼 이야기?), regia di Kim Eui-suk (1992)
- Saranghago sip-eun yeoja & gyeolhonhago sip-eun yeoja (사랑하고 싶은 여자 & 결혼하고 싶은 여자?), regia di Kim Ho-seon (1993)
- Geu seom-e gago sipda (그 섬에 가고 싶다?), regia di Park Kwang-su (1993)
- Sesang bagg-euro (세상 밖으로?), regia di Yeo Gyun-dong (1994)
- Gyeolhon i-yagi 2 (결혼 이야기 2?), regia di Kim Kang-no (1994)
- Sontop (손톱?), regia di Kim Sung-hong (1995)
- Bisangguga eopda (비상구가 없다?), regia di Kim Young-bin (1995)
- Muso-ui ppulcheoreom honjaseo gara (무소의 뿔처럼 혼자서 가라?), regia di Oh Byung-chul (1995)
- Eunhaengnamu chimdae (은행나무 침대?), regia di Kang Je-gyu (1996)
- Park Bong-gon gachulsageon (박봉곤 가출 사건?), regia di Kim Tae-gyun (1996)
- Chorongmulgogi (초록물고기?), regia di Lee Chang-dong (1997)
- Cue (큐?), regia di Won Jung-su (1997)
- Maria-wa yeo-insuk (마리아와 여인숙?), regia di Sun Woo-wan (1997)
- Kkoch-eul deun namja (꽃을 든 남자?), regia di Hwang In-roe (1997)
- Saenggwabu wijaryo cheonggu sosong (생과부 위자료 청구 소송?), regia di Kang Woo-suk (1998)
- Sillag-won (실락원?), regia di Jang Gil-soo (1998)
- Acacia (아카시아?), regia di Park Ki-hyeong (2003)
- Gukgyeong-ui namjjok (국경의 남쪽?), regia di Ahn Pan-seok (2006)
- Heuksimmonyeo (흑심모녀?), regia di Jo Nam-ho (2008)
- Festival (페스티발?), regia di Lee Hae-young (2010)
- Papa (파파?), regia di Han Ji-seung (2012)
- Watnikkyeo (왓니껴?), regia di Lee Dong-sam (2014)
- Daughter (다우더?), regia di Ku Hye-sun (2014)

### Televisione
- Ga-eulkkot gyeo-ulnamu (가을꽃 겨울나무?) – serie TV (1991)
- Gorae-ui kkum (고래의 꿈?) – film TV (1991)
- Sesang-eun naege (세상은 내게?) – serie TV (1993)
- Majimak jeonjaeng (마지막 전쟁?) – serie TV (1999)
- Ajumma (아줌마?) – serie TV (2000-2001)
- Daebak gajok (대박가족?) – serial TV (2002-2003)
- Seontaek (선택?) – serial TV (2004-2005)
- Annyeong, Franceska (안녕, 프란체스카?) – serie TV (2005-2006)
- Geu yeoja (그 여자?) – serie TV (2005-2006)
- Gung (궁?) – serie TV (2006)
- Dor-a-wa-yo Sun-ae-ssi (돌아와요 순애씨?) – serie TV (2006)
- Choegang ur-eomma (최강 울엄마?) – serie TV (2007)
- Cheonchu taehu (천추태후?) – serie TV (2009)
- Da hamkke chachacha (다 함께 차차차?) – serie TV (2009)
- Pokpung-ui yeon-in (폭풍의 연인?) – serie TV (2010-2011)
- Sonnyeoga pir-yohae (선녀가 필요해?) – serie TV (2012)
- Happy Ending (해피 엔딩?) – serie TV (2012)
- Jiseong-imyeon gamcheon (지성이면 감천?) – serie TV (2013)
- Milhoe (밀회?) – serie TV (2014)
- Kkeuch-eomneun sarang (끝없는 사랑?) – serie TV (2014)
- Nae saeng-ae bomnal (내 생애 봄날?) – serie TV (2014)
- Kill Me, Heal Me (킬미힐미?) – serie TV (2015)
- Dor-a-on Hwang Geum-bok (돌아온 황금복?) – serial TV (2015)
- Sim-yasikdang (심야식당?) – serie TV, episodio 2 (2015)
- Himssen-yeoja Do Bong-soon (힘쎈여자 도봉순?) – serie TV (2017)
- Nae-ildo malg-eum (내일도 맑음?) – serial TV (2018)
- Hunnamjeong-eum (훈남정음?) – serie TV (2018)
- Ma-eum-ui sori: Eolgan-ideul (마음의 소리: 얼간이들?) – serie TV (2018)
- Na-ui wiheomhan anae (나의 위험한 아내?) – serie TV (2020)
- Sarang-ui kkwabaegi (사랑의 꽈배기?) – serie TV (2021-2022)